# Победитель (фильм, 1957)
«Победитель» (яп. 勝利者, сори-са; англ. The Champion) — японский фильм-драма, поставленный на студии «Никкацу» в 1957 году режиссёром Умэцугу Иноуэ. Режиссёр Иноуэ , вдохновлённый классическим британским фильмом «Красные башмачки» (1948, режиссёры Майкл Пауэлл и Эмерик Прессбургер), вставляет в сюжет 13-минутный сольный танец — одна из ключевых сцен фильма (в британской киноленте была 20-минутная сцена). «Победитель» имел хорошие сборы в японском прокате. Этим успехом фильм во многом был обязан начинающему свой путь в кинематографе молодому актёру-певцу Юдзиро Исихаре (в его способностях боссы «Никкацу» до этого сомневались). После успеха был также установлен шаблон для десятков фильмов студии «Никкацу» на непременное использование в сюжете кинолент музыкальных номеров.

## Сюжет
Эйкити Ямасиро, бывший претендент на звание чемпионского титула в боксе, теперь управляет ночным клубом Гиндзы, принадлежащем отцу его невесты Нацуко. Он проиграл матч за чемпионский титул пять лет назад, когда он был опьянён любовью к Нацуко, но Эйкити на самом деле не может отказаться от мечты о чемпионстве. Однажды он встречает неформального парня Сунтаро Суму, многообещающего боксёра. Он хочет вместе с этим парнем реализовать мечту, которой он сам не достиг, сделав из этого недисциплинированного бойца чемпиона. Они вместе начинают тренировки. Нацуко не в восторге от этого, но она продолжает терпеливо ждать своего долгожданного брака. Однако Эйкити будет сложнее объяснить ей, почему он импульсивно решил спонсировать выступления и репетиции многообещающей балерины Мари Сираки после того, как он был вынужден уволить её из клуба. Отношения Мари Сираки со своим «патроном» строго целомудренны, хотя у неё могли быть смешанные чувства по этому поводу. Эйкити запрещает Сунтаро и Мари вступать в романтические отношения с кем либо во время их обучения, однако они начинают ходить на свидания. 

## В ролях
- Тацуя Михаси — Эйкити Ямасиро
- Ёко Минамида — Нацуко Миягава
- Миэ Китахара — Мари Сираки, балерина
- Юдзиро Исихара — Сунтаро Фума
- Тайдзи Тонояма — Потэ-тян
- Масао Симидзу — Кэйскэ Миягава, отец Нацуко
- Тоору Абэ — Синдзо Такаока
- Мамору Ёкояма — чемпион Тэдзима
- Дзё Сисидо — боксёр Исияма
- Хёэ Эноки — боксёр Акаги
- Дзэндзи Ямада — тререр Ямамото
- Кадзуо Кинугаса — тренер Ёсида
- Дзюсиро Кобаяси — Сэндзо Маэда

## Премьеры
- — национальная премьера фильма состоялась 1 мая 1957 года в Токио[1].
- — в 1961 году фильм демонстрировался в итальянском прокате[2].
- — 8 апреля 2018 года в Вашингтоне фильм впервые был представлен американской публике в рамках мини-ретроспективы фильмов Умэцугу Иноуэ[3].
- — в рамках мини-ретроспективы фильмов Умэцугу Иноуэ кинолента впервые была показана канадским любителям кино 19 мая 2018 года в синематеке Ванкувера[4].